# اسکیلین-گانیپا (نیومکزیکو)
اسکیلین-گانیپا(به انگلیسی: Skyline-Ganipa) شهری در ایالت نیومکزیکو کشور ایالات متحده آمریکا است که جمعیت آن در سرشماری سال ۲۰۱۰ میلادی، ۱٬۲۲۴ نفر بوده‌است.